# Assedio di Gibilterra (1506)
L'assedio di Gibilterra del 1506 o decimo assedio di Gibilterra fu un'operazione militare tramite la quale il duca di Medina Sidonia, Juan Alfonso Perez de Guzmán tentò invano di allontanare dalla fortezza di Gibilterra le truppe che la detenevano in nome delle corone di recente unitesi di Castiglia e Aragona. L'attacco, che non iniziò mai davvero, si concluse senza vittime e il possedimento rimase in mano alla corona.

## Contesto storico
Il 3 giugno 1469 il re Enrico IV di Castiglia donò Gibilterra a Enrique Pérez de Guzmán, II duca di Medina Sidonia, come ricompensa per via i suoi sforzi e per le spese che la sua famiglia aveva sostenuto per sottrarre la fortezza ai Mori e poi amministrare i coloni e la guarnigione attivi nella città. Il 30 settembre 1478 i successori di Enrico IV, Ferdinando e Isabella, concessero al duca il titolo di marchese di Gibilterra.
Tuttavia, il 22 dicembre 1501 fu emesso un regio decreto che ordinava a Garcilaso de la Vega di assumere le redini di Gibilterra e amministrarla direttamente per conto della corona. Per adempiere alle sue funzioni, egli si recò alla rocca, dove si dichiarò formalmente a guida delle autorità locali all'inizio di gennaio 1502.
Ferdinando e Isabella accolsero la richiesta del popolo di Gibilterra di realizzare uno stemma, concepito come un castello con una corda pendente che tiene una chiave d'oro, con quest'ultima che rappresentava il ruolo del presidio nella difesa della Spagna.
Dopo la morte di Isabella nel 1504, il regno cadde in un periodo di instabilità. Isabella successe al trono di Castiglia dalla loro figlia mentalmente instabile Giovanna, il cui marito era Filippo I d'Asburgo. Ferdinando fu nominato reggente di Castiglia fino a quando Giovanna e il figlio di Filippo, Carlo, poi divenuto imperatore, raggiunsero la maggiore età. Filippo contestò la reggenza, ma morì a Burgos nel 1506; in quel contesto, un consiglio di nobili castigliani assunse il controllo politico, poiché Giovanna non era ritenuta in grado di farlo, e alla fine Ferdinando tornò in Castiglia e assunse la reggenza nel 1507. Constatata la situazione, Juan Alfonso Pérez de Guzmán decise di riaffermare con la forza la sua pretesa su Gibilterra durante il vuoto di potere del 1506.

## La battaglia
Il duca di Medina, che si trovava a Siviglia, inviò istruzioni a suo figlio Enrique comunicandogli di eseguire quanto fosse necessario per recuperare la fortezza. Il duca riteneva che Gibilterra appartenesse di diritto alla sua famiglia e si aspettava che i suoi simpatizzanti nella fortezza potessero accettare di arrendersi a lui, ma ciò non accadde. La notizia dei piani di Medina per Gibilterra si sparse presto in città e ogni abitante entrò a far parte della difesa organizzata per difendere l'area. In cerca di aiuto, essi si rivolsero al capitano generale di Granada Íñigo López de Mendoza. Si trattò di un evento in linea con la prassi dell'epoca, ovvero la tendenza a rivolgere una richiesta come quella mossa dai gibilterrini a un ufficiale del re piuttosto che a un nobile rivale.
L'"assedio" durò quattro mesi, con le forze di Medina che cercarono di bloccare la fortezza piuttosto che prenderla d'assalto. In generale, si svolsero pochi combattimenti e non si registrò nessuna perdita se non a causa del dilagare di malattie. Rinunciando alla speranza di successo, il duca cedette al consiglio dell'arcivescovo di Siviglia e si ritirò, pagando un risarcimento alle persone della zona che avevano subito danni dalle sue forze. Dei tanti assedi di Gibilterra, questo fu l'unico che si concluse senza spargimenti di sangue.

## Conseguenze
Juan de Guzmán ribadì con forza le sue pretese su Gibilterra anche dopo il 1506, affermando che il re Filippo I gliel'aveva restituita. Nel giugno 1507 tornò alla sua roccaforte di Siviglia, da lui lasciata per evitare di essere contagiato durante l'epidemia di peste che si era scatenata, deciso a organizzare un altro assedio. Tuttavia, prima che potesse agire, il 10 luglio 1507 morì all'età di quarant'anni.
Ferdinando morì nel 1516 e gli successe suo nipote, il figlio di Giovanna, Carlo. Nel 1519 Carlo assunse il ruolo di imperatore del Sacro Romano Impero e, comprendendo l'importanza strategica di Gibilterra, nell'anno successivo nominò Rodrigo Bazan comandante civile e militare della rocca. Sotto il lungo e pacifico governo di Bazan, che durò fino al 1535, cessarono i disordini civili, mentre gli edifici affrontarono delle riparazioni e furono realizzate anche nuove costruzioni. Tuttavia, alcune difese che versavano in un cattivo stato di conservazione non subirono delle modifiche, in particolare quelle a sud. La successiva minaccia per Gibilterra provenne proprio da quella direzione, con un devastante attacco avvenuto nel 1540 ad opera di uno dei capitani del corsaro turco Khayr al-Dīn Barbarossa.